# Ellis Mane
Ellis Mane is een Oost-Vlaamse rockgroep opgericht in 2021 door de Gentse Elisa De Pauw, een Belgische en Vlaamse singer-songwriter woonachtig in Sint-Gillis-Waas. Oorspronkelijk trad ze op in haar eigen naam, maar bedacht later de naam 'Ellis Mane'. Uiteindelijk trok ze een aantal muzikanten aan om haar tijdens het zingen te begeleiden die nu de groep Ellis Mane vormen. Deze groep brengt vooral Indie pop en alt-rock in de stijl van Courtney Barnett, Eels en Patti Smith.

## Groepsleden
- Elisa De Pauw: zang, gitaar, toetsen, loopstation[5]. (Zong o.a.bij Sonderwålt[6] en trad met dit Gentse indiekwartet in 2022 op tijdens de Gentse Feesten op het Luisterplein.)

- Michael Ghijs: sax[7]
- Bert Janssens: elektrische gitaar. (Ook gitarist bij de groep Berang.)[8]
- Maarten Iterbeke: basgitaar. (Speelt eveneens bij de groepen Freddie & The Fabs[9] en Coyote Melon[10].)
- Warre De Schutter: drum. (Drumt o.a. voor Loïs[11] en Frango[12].)
- Manon De Ridder: backing vocal. (Zingt ook bij balfolkduo Noorderdauw[13].)
- Laura Moens: cello

## Biografie
Ellis Mane begon tijdens de Covid-19-pandemie als een éénpersoonsproject op de zolder met een elektrische gitaar en een loopstation. De solo-optredens van Ellis Mane begonnen reeds in 2021 en hadden plaats in zowel België, Nederland als het Verenigd Koninkrijk. Zo trad Ellis Mane in 2021 o.a. op in Glasgow en Leeds (VK), Middelburg (NL) en Gent, Brussel en Antwerpen (BE). In 2023 traden ze op te Mechelen op Maanrock (BE) en te Goes op Popmonument (NL). In mei 2024 speelden ze eveneens op Labadoux te Ingelmunster (BE).
In 2024 bracht Ellis Mane in samenwerking met platenmaatschappij AudioSports Records een blauwkleurige lp op de markt. Op de voorkant van de hoes staat een tekening van Kim Duchateau waar de bandleden creatief in verwerkt zijn.

## Discografie

### Albums
- The earth is glued together with gold (*)[17]

| A-kant                            | Platenmaatschappij  | Songwriter    | Jaartal |
| --------------------------------- | ------------------- | ------------- | ------- |
| Won't come back                   |                     |               |         |
| Earth is glued together with gold |                     |               |         |
| Gandhi                            |                     |               |         |
| Linger                            |                     |               |         |
| Underneath the surface            |                     |               |         |
| B-kant                            | AudioSports Records | Elisa De Pauw | 2024    |
| Ex Aequo                          |                     |               |         |
| Dance Like Nobody's Watching      |                     |               |         |
| I can't hear you                  |                     |               |         |
| Taxi                              |                     |               |         |

( * Op de lp drumt Jo Soetaert, bekend van o.a. Jan De Wilde en Wim de Craene.)

### Extended Play (EP)
- Nice To Meet You [18]

| A-kant                       | Medium   | Songwriter    | Jaartal |
| ---------------------------- | -------- | ------------- | ------- |
| Come on! (*)                 |          |               |         |
| Free Fall                    |          |               |         |
| Nobody is happy all the time |          |               |         |
| B-kant                       | Cassette | Elisa De Pauw | 2022    |
| Home at the end of the world |          |               |         |
| Nice to meet you             |          |               |         |
| Chrononaut                   |          |               |         |

(* Op Come On! drumt Midas Mattens. Op alle andere nummers Jo Soetaert.)
- De percussie op de track van Chronoaut werd geprogrammeerd met een LinnDrum. 

### Singles
- I Can't Hear You - 2024[19]
- Ex Aequo - 2024[20]
- Earth Is Glued Together With Gold  - 2024[21]

## Externe Links
- VI.BE steunpunt voor artiest en muzieksector: Ellis Mane
- Facebookpagina van Ellis Mane